# Карпаты (издательство)
Карпаты (укр. Карпати) — советское и всеукраинское государственное многопрофильное издательство. Находится в г. Ужгороде Закарпатская область. Ведущее издательство Закарпатья.

## История
Основано после окончания Великой Отечественной войны в 1945 году, как Закарпатское книжно-журнальное издательство, с 1951 — Закарпатское областное книжно-журнальное издательство, с 1964 года — республиканское издательство «Карпаты».
Занимается изданием преимущественно литературных произведений писателей Закарпатской, Ивано-Франковской и Черновицкой областей Украины.
Совместно со львовским издательством «Каменяр» с 1979 года выпускало библиотеку «Карпаты». Сотрудничало с рядом издательств Венгрии, словацким издательством имени Мадач (Братислава), Восточно-Словацким издательством и др.
Сегодня издательство достойно возрождает традиции закарпатской культуры, продолжает практику подготовки серьёзных научно-популярных, краеведческих, художественно-литературных, художественных, учебных и справочных изданий, которые, по оценке специалистов, является значительным вкладом в развитие украинского книгоиздания.